# Храмоста, Ян
Ян Хра́моста (чеш. Jan Chramosta, 12 октября 1990, Прага) — чешский футболист, нападающий клуба «Яблонец». Выступал за молодёжную сборную Чехии, является вторым её лучшим бомбардиром.

## Футбольная карьера
Ян Храмоста начал свою карьеру в клубе «Млада-Болеслав», в 2009 году пробравшись в основную команду. В течение первой половины сезона 2009/10 в 9 матчах Ян забил 5 голов, что впечатлило чешских журналистов, которые вручили ему приз «Открытие года». Впоследствии нападающий выиграл с командой Кубок Чехии 2010/2011, реализовав решающий послематчевый пенальти в матче с «Сигмой Оломоуц». Также дошёл до финала Кубка Чехии 2012/2013, где вновь реализовал свой послематчевый пенальти, но его команда проиграла, В 2014 году ушёл в годичную аренду в клуб «Виктория» из Пльзеня, где помог клубу завоевать чемпионство в сезоне 2014/15. В 2018 году Храмоста покинул клуб, оставшись лучшим бомбардиром «Млада-Болеслава» в высшем дивизионе, перейдя в «Яблонец» за 240 тысяч евро, забив 29 голов в 108 матчах. В 2022 году ушёл в аренду в «Богемианс 1905».

## Карьера в сборной
Храмоста играл за молодёжные сборные Чехии разных уровней, включая сборную Чехии в возрастной категории до 21 года. Представлял Чехию на молодёжном чемпионате Европы 2011 года. 5 июня 2012 года Храмоста забил пента-трик в ворота молодёжной сборной Андорры в матче квалификации к молодёжному чемпионату 2013 года (5:1). В итоге за 12 матчей в составе молодёжки забил 12 голов.
Входил в список кандидатов в главную сборную летом 2012 года, но из-за травмы колена не попал в итоговый список. Более не вызывался.

## Личная жизнь
Дед футболиста — Ян Шарал — тоже футболист, выступавший в 1968-69 годах за клуб «Пардубице 1899».